# Орден «Базар»

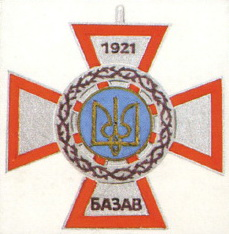
Малюнок ордену «Базар» на буклеті німецької фірми «Дешлер та син», яка бралась виготовити нагороди, 1979 рік

Орден «Базар» — нагорода Української Народної Республіки в еміграції, затверджена Українською національною радою 28 листопада 1970 року та наказом військового міністерства УНР № 5 від 10 грудня 1973 року. З проєкту грамоти до ордену відома також його альтернативна назва — орден Визволення України.
Орденом передбачалося нагороджувати учасників Другого Зимового походу армії УНР. Таким чином орден продовжував традицію ордену «Залізний хрест», яким нагороджувалися учасники Першого Зимового походу.
Другий зимовий похід, що проходив у листопаді 1921 року, закінчився 17 листопада катастрофічним розгромом Волинської групи Армії УНР у районі містечка Базар. З приблизно 900 бійців групи в бою, за різними даними, загинуло 250—400 осіб, 537 осіб потрапило в полон, з них 94 померли від ран у перші дні, 359 розстріляні 21 листопада, 84 відправлені до Києва на допит (частину цієї групи пізніше також розстріляли). І тільки 120 бійцям вдалося прорватися назад до Польщі, з території якої і почався похід.
Ініціатором установи нагороди був підполковник Павло Сумароков, на той момент єдиний живий учасник походу. У 1975 році він помер, після чого, здавалося, актуальність існування нагороди сильно знизилася. Кілька років після цього в українських емігрантських колах точилася дискусія про необхідність виготовлення ордену, зокрема, передбачалося вручати його посмертно, у зв'язку з чим навіть випущено відповідний наказ військового міністерства УНР, проте на сьогодні не відомо фактів нагородження орденом, ні фактів виготовлення хоча б одного примірника.

## Зовнішній вигляд
Відомо зображення (ймовірно ескізу) ордена «Базар», що наведене в буклеті мюнхенської ювелірної фірми «Deschler & Son», яка свого часу виконувала замовлення уряду УНР в еміграції з виготовлення Хреста Симона Петлюри і Військового хреста. На цьому малюнку орден «Базар» має вигляд рівнокінцевого хреста з трапецієподібними гілками світло-сірого кольору, з червоною окантовкою. На верхній гілці позначена дата — «1921», на нижній слово «БАЗАР», причому замість літери «Р» стоїть літера «В», що, ймовірно, є помилкою німецького художника. На перетин гілок хреста накладено круглий медальйон, його центральна частина блакитного кольору з золотистим тризубом оточена світло-сірим кільцем з червоними вставками, яке, своєю чергою, оточене ширшим кільцем із зображенням тернового вінця.

## Проєкт грамоти до ордену
Грамота
Іменем Української Народньої Республікі
За активну участь у тяжких бойових діях ДРУГОГО ЗИМОВОГО ПОХОДУ частин діевої Армії УКРАЇНСЬКОЇ НАРОДНЬОЇ РЕСПУБЛІКІ, на терені УКРАЇНИ, від жовтня 25-го до 6-го грудня 1921 року, та за особисту хоробрість, мужність і розспорядливість у бойовому оточенни переважаючих ворожих московсько-окупаційних збройних сил на ВОЛИНИ, в селі МАЛІ-МИНЬКИ, коло м. Б А З А Р.
ПРЕЗИДЕНТ УКРАЇНСЬКОЇ НАРОДНЬОЇ РЕСПУБЛІКІ
надав у нагородному порядку ОРДЕН ВИЗВОЛЕННЯ УКРАЇНИ
ЗО ВСІМА ПРАВАМИ Й ПРИВІЛЕЯМИ ДЛЯ НЬОГО ОСОБИСТО Й НАЩАДКІВ ЙОГО РОДУ ОРДЕНСЬКИМ СТАТУТОМ ПЕРЕДБАЧЕНИМ.
Видано цю грамоту в 52-гу річницю смерті 359 Старшин, Пидстаршин і Козаків полоненних і розстріляних ворогом під м. Б А З А Р та всіх тих Старшин, Пидстаршин і Вояків, що упали на полі бою під час того ПОХОДУ.
М.п. дня.......Року Божого 197.. ч....
Міністер Війскових Справ
......................................
Начальник Канцеляріі
Міністерства Війскових Справ